# 영광 법성진 숲쟁이
영광 법성진 숲쟁이(靈光 法聖鎭 숲쟁이)는 대한민국 전라남도 영광군 법성면 법성리에 있는, 고려시대 이래 전라도에서 가장 번창한 포구였던 법성포와 마을을 보호하기 위한 법성진성(法聖鎭城) 및 숲을 이르는 것이다. 2007년 2월 1일 대한민국의 명승 제22호로 지정되었다.

## 개요
영광 법성진 숲쟁이는 고려시대 이래 전라도에서 가장 번창한 포구였던 법성포와 마을을 보호하기 위한 법성진성(法聖鎭城) 및 숲을 이르는 것으로,
“법성포(法聖浦)”는 삼국시대부터 구한말에 이르기까지 중국, 일본과의 해상 교통로 상에 위치하는 우리나라 서해안의 대표적인 항구였을 뿐 아니라, 서해에서 가장 품질 좋은 조기가 잡히는 칠산 앞바다에서 들어오는 조기배로 파시를 이루었기 때문에 “영광 법성으로 돈 실러 가세”라는 말이 생길 정도로 많은 보부상들이 모여들어 매우 번창했던 포구였다.
“법성진(法聖鎭)”이란 법성 지역에 구축된 수군의 행정구역으로 조선 태조 7년(1398)부터 조창을 방비하기 위하여 수군 만호의 지휘 아래 수군의 상비 병력이 배치된 이후 성종 16년(1485)에 경국대전에 보이는 수군편제상 법성진의 모습을 하게 된 것으로 보인다.
법성진성은 중종9년(1514)에 돌로 쌓은 석성으로 성의 전체 둘레는 약 462m이며 현재는 북벽만 전구간이 남아 있고 나머지는 서쪽과 동쪽 일부만이 남아 있으나 그 성벽의 보존상태가 양호하고 성벽에 새겨진 글 등은 조선시대 진성을 연구하는데 귀중한 자료로 역사적 가치가 크다.
숲쟁이는 법성포 마을에서 홍농 방향의 지방도로 고개 마루 부분에 좌우측으로 산 능선을 따라 약 300m에 걸쳐 조성된 숲으로, ‘쟁이’란 재, 즉 성(城)이라는 뜻으로 ‘숲쟁이’란 숲으로 된 성을 의미한다. 법성포구와 마을을 보호하는 방풍림의 역할을 해 왔으며, 예로부터 파시로 몰려드는 보부상들이 이 숲에서 단오행사를 개최한 것을 시작으로 용왕제와 단오날 선유놀이 등 지금의 “영광 단오제”와 지역의 각종 민속행사가 이 곳에서 열려왔다.
“영광 법성진 숲쟁이”는 법성진성과 숲이 포구와 어우러져 특이하고 아름다운 경관을 자아내고 있을 뿐 아니라 각종 민속행사가 이어져 내려오고 조선시대 수군 진의 모습과 파시로 번창했던 법성진의 영광을 현재에까지 전해주는 등 역사적·문화사적 가치가 매우 뛰어난 명승지이다.

## 같이 보기
- 영광 법성진성 - 전라남도	기념물 제205호

## 참고 자료
- 영광 법성진 숲쟁이 - 국가유산청 국가유산포털